# 이만 (이슬람교)
이슬람의 교리는 이슬람 신앙의 근간(根幹)의 하나인 6신(六信) 즉, 여섯 조항으로 된 신앙치 않으면 안되는 절대적인 것을 말하며, 또 하나의 5개의 기둥이라 불리는 실천 의무를 부과하는 행위와 함께 중요한 가르침이다. 6신이란 다음의 여섯 항목을 가리킨다.
1. 하나님(神,알라).
2. 천사(天使,말라이카).
3. 성전(聖典,꾸루안).
4. 예언자 또는 사도(使徒,나비).
5. 내세 또는 부활(復活,아힐라).
6. 예정 또는 정명(定命,카달).

이 가운데 특히 이슬람의 근본적인 교리에 관한 것이 하나님 즉, 알라와 예언자 또는 사도인 나비이다. 무슬림(Muslim)은 알라가 유일한 하나님인 것과 동시에 그 사명을 받아 지닌 예언자가 된 무함마드(Muhammad)가 진정한 하나님의 사도임을 굳게 믿고 있다. 이슬람에 들어가 무슬림이 되려고 하는 사람은 이슬람의 증인 앞에서 <하나님 외에 하나님은 없다> <무함마드는 하나님의 사도다>라는 2항목으로 되어 있는 신앙고백(샤하다,Shahadah)를 행하도록 되어 있다.

## 같이 보기
- 이슬람의 다섯 기둥
- 알이클라스